# 우지체 공화국

우지체 공화국의 국기

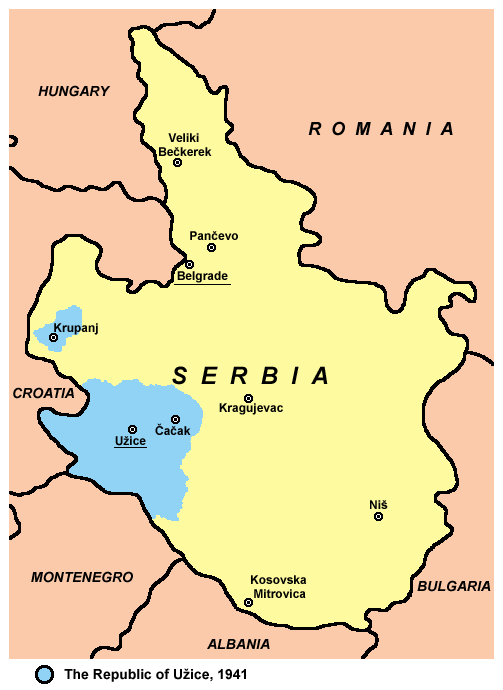
우지체 공화국의 위치

우지체 공화국(세르보크로아트어: Ужичка република, Užička Republika)은 나치 독일의 점령 하에 있던 세르비아 서부에 짧은 기간 동안 존속했던 작은 공화국이다. 수도는 우지체였으며 인구는 약 300,000명(1941년 당시)이었다.
1941년 7월 28일 유고슬라비아 파르티잔에 의해 건국되었다. 정부는 인민회의(odbors, 오드보르스)에 의해 구성되었으며 공산주의자들은 학교를 개교하고 신문 《보르바》(Borba, "투쟁"이라는 뜻)를 간행하였다. 총 연장 145km에 달하는 철도와 우편 제도를 운영했으며 우지체에 중앙은행도 설치했다.
1941년 12월 1일 나치 독일과 체트니크 등 추축국 세력의 제1차 반(反)유고슬라비아 파르티잔 공세때 이 지역이 점령되자 파르티잔들은 보스니아, 몬테네그로 등지로 피신하였고 우지체 공화국도 와해되고 만다.

## 사진

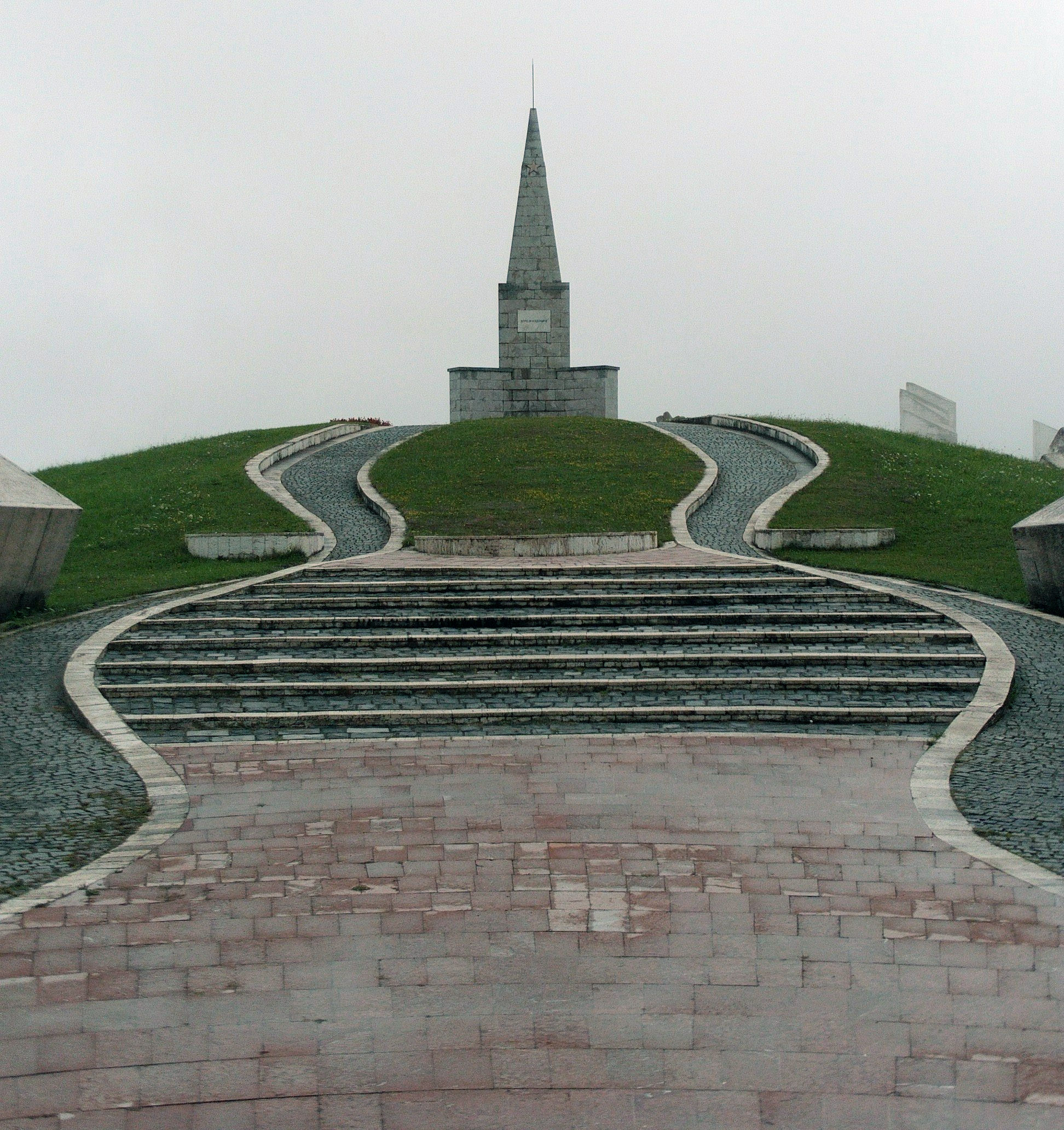
카디나차 언덕 전투에서 전사한 파르티잔을 추모하기 위해 세워진 기념비
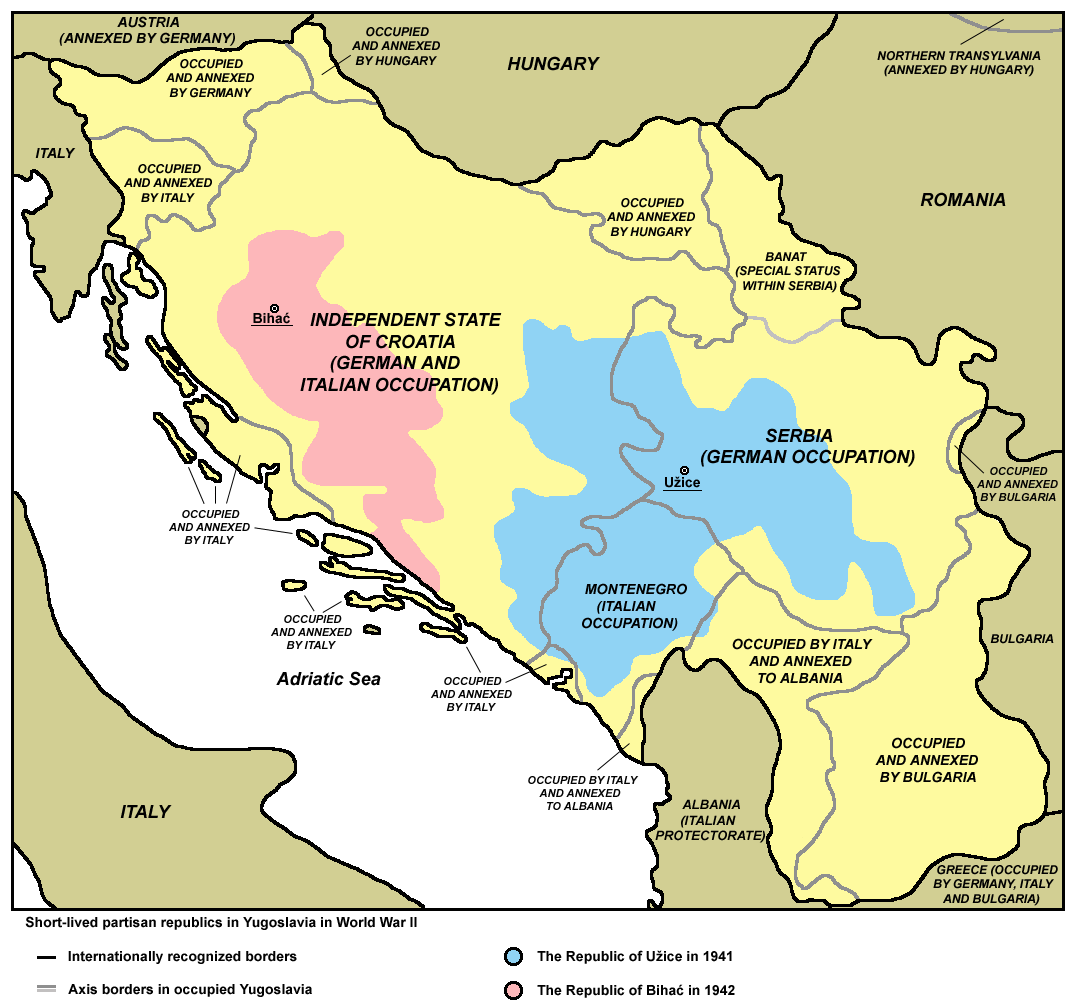
우지체 공화국의 위치
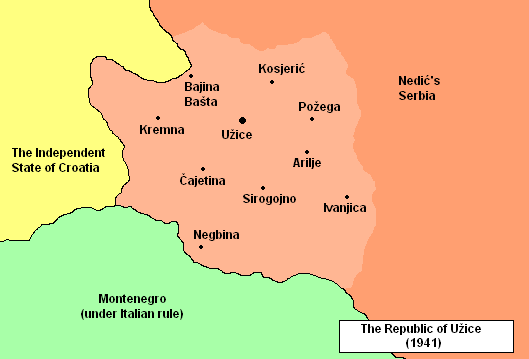
우지체 공화국의 지도